# دافيدي دياو
دافيدي دياو (بالإيطالية: Davide Diaw)‏ هو لاعب كرة قدم إيطالي في مركز الهجوم، ولد في 6 يناير 1992 في تشفيدالي ديل فريولي في إيطاليا. لعب مع نادي فيرتوس إينتيلا.

## وصلات خارجية
- دافيدي دياو على موقع قاعدة بيانات كرة القدم.إي يو (الإنجليزية)
- دافيدي دياو على موقع Soccerway.com (الإنجليزية)
- دافيدي دياو على موقع عالم كرة القدم.نت (الإنجليزية)